# MV Emsstrom
Emsstrom fue un buque de protección pesquera alemán del Ministerio Federal de Alimentación y Agricultura, construido como Frithjof en 1968 en Schlichting-Werft en Travemünde.
En 1998, el barco pasó a llamarse Emsstrom y se utilizó como buque de entrenamiento naval en Leer, Alemania, hasta 2012.
En enero de 2013, el Emsstrom fue remolcado por el remolcador griego Christos XXII (número OMI 7230135) con destino a Turquía para ser desguazado. Cuando el Christos XXII ancló para investigar una escora que había desarrollado el Emsstrom, el buque chocó contra su costado poco después de las 20:58 UTC del 13 de enero.
El Emsstrom se hundió más tarde aproximadamente a 2,5 millas náuticas al este por el norte de Hope's Nose, Torquay, Inglaterra, en 23 m (75 pies) de agua.
El Christos XXII sufrió un corte de 40 cm (16 pulgadas) en el casco y fue remolcado al puerto de Pórtland para reparaciones.